# Damnation
《Damnation》은 스웨덴의 프로그레시브 록 밴드 오페스의 일곱 번째 스튜디오 음반이다. 2003년 4월 22일에 발매되었는데, 이는 같은 시기에 녹음된 《Deliverance》 이후 5개월 만이다. 《Damnation》은 스티븐 윌슨이 프로듀싱한 마지막 오페스 음반이지만, 그는 미래의 두 음반인 《Heritage》와 《Pale Communion》을 섞었다. 미카엘 오케르펠트는 음반이 녹음되는 동안 교통사고로 사망한 그의 할머니에게 두 음반을 헌정했다.
이 음반은 오페스의 전형적인 데스 메탈 사운드에서 근본적으로 벗어난 것이었으며, 오페스의 첫 번째 음반으로 모든 깨끗한 보컬, 깨끗한 기타, 유명한 멜로트론을 사용했으며, 일반적으로 무거운 리프나 확장된 빠른 템포가 특징인 1970년대 프로그레시브 록에서 영감을 받았다. 오페스의 이전 음반들과 스타일의 변화에도 불구하고, 《Damnation》은 비평적으로 호평을 받았고 그들의 인기를 높였고 2003년 말 DVD로 《Lamentations》를 발매하게 되었다.

## 제작
《Deliverance》와 마찬가지로 《Damnation》은 낵스빙 스튜디오와 스튜디오 프레드먼에서 동일한 문제가 발생한 세션에서 녹음되었다. 두 음반의 녹음은 대부분의 《Damnation》 보컬을 제외하고는 완료되었다. 그런 부분들 때문에 오케르펠트는 할머니의 장례식이 끝난 지 하루 만에 영국에 있는 윌슨의 스튜디오 노 맨스 랜드로 날아갔다.

## 반응
| 전문가 평가         | 전문가 평가 |
| 평가 점수           | 평가 점수   |
| 출처                | 점수        |
| ------------------- | ----------- |
| Allmusic            | [ 5 ]       |
| Brave Words         | [ 6 ]       |
| Chronicles of Chaos | [ 7 ]       |
| Exclaim!            | favorable   |
| Pitchfork           | 9.1/10      |
| Sputnikmusic        | [ 10 ]      |

스푸트니크뮤직에 대한 극찬에서 마이크 스태그노는 《Damnation》이 오페스의 이전 작품의 익스트림 메탈 요소에서 완전히 벗어난 프로그레시브 록 음반이며, 최근 몇 년간 발매된 최고의 음반 중 하나로 우뚝 서 있다고 썼다. 《피치포크》의 네드 라겟은 오페스의 이전 데스 메탈 스타일 없이도 성공할 수 있다고 느꼈고, 오페스의 디스코그래피에서 "가장 놀랍고 재미있는 음반"이 무엇인지에 대해 각 밴드 멤버들의 기술적 능력을 보여준다.

## 곡 목록
모든 곡들은 특별한 언급이 없는 한 미카엘 오케르펠트에 의해 작사/작곡하였다.
| #  | 제목                          | 작사·작곡               | 재생 시간 |
| -- | ----------------------------- | ----------------------- | --------- |
| 1. | 〈Windowpane〉                |                         | 7:44      |
| 2. | 〈In My Time of Need〉        |                         | 5:46      |
| 3. | 〈Death Whispered a Lullaby〉 | 오케르펠트, 스티브 윌슨 | 5:49      |
| 4. | 〈Closure〉                   |                         | 5:15      |
| 5. | 〈Hope Leaves〉               |                         | 4:27      |
| 6. | 〈To Rid the Disease〉        |                         | 6:18      |
| 7. | 〈Ending Credits (기악)〉     |                         | 3:36      |
| 8. | 〈Weakness〉                  |                         | 4:08      |